# I See You (album)
Pour les articles homonymes, voir I See You.
Albums de Gong
2032
(2009) Rejoice! I'm Dead!
(2016)
I See You est le 13e album studio du groupe rock psychédélique Gong sorti en novembre 2014. Ce fut le dernier album de la formation avant le décès de son membre fondateur Daevid Allen, le 13 mars 2015. 

## Titres
| No  | Titre                                | Durée |
| --- | ------------------------------------ | ----- |
| 1.  | I See You                            | 3:33  |
| 2.  | Occupy                               | 2:54  |
| 3.  | When God Shakes Hands with the Devil | 5:40  |
| 4.  | The Eternal Wheel Spins              | 7:04  |
| 5.  | Syllabub                             | 4:32  |
| 6.  | This Revolution                      | 3:50  |
| 7.  | You See Me                           | 2:40  |
| 8.  | Zion My T-Shirt                      | 6:18  |
| 9.  | Pixielation                          | 4:42  |
| 10. | A Brew of Special Tea                | 1:22  |
| 11. | Thank You                            | 10:35 |
| 12. | Shakti Yoni & Dingo Virgin           | 9:30  |

## Musiciens
- Daevid Allen : Guitares, chant
- Kavus Torabi : Guitares
- Fabio Golfetti : Guitares
- Dave Sturt : Basse
- Ian East : Saxophone, flûtes
- Orlando Allen : Batterie, voix

- Invitée spéciale :
- Gilly Smith : Space whispers